# Markievicz Park
 (mars 2025).
Si vous disposez d'ouvrages ou d'articles de référence ou si vous connaissez des sites web de qualité traitant du thème abordé ici, merci de compléter l'article en donnant les références utiles à sa vérifiabilité et en les liant à la section « Notes et références ».
Le Markievicz Park (en gaélique Páirc Markiewicz) est un stade de sports gaéliques situé dans la ville de Sligo, dans la province du Connacht en Irlande.
Il porte le nom de Constance Markievicz, militante nationaliste et révolutionnaire irlandaise ayant pris part à l'insurrection de Pâques 1916.
Le stade fut rénové lors d'un projet sur dix ans et achevé en 2009 pour un cout total de 2,4 millions d'euros, portant sa capacité totale de 10 500 à 18 558 places (dont 3 585 places assises couvertes).
Ce stade est le théâtre des finales des championnats de football et de hurling du comté de Sligo ainsi que des matchs de compétitions inter-comtés disputés par les équipes du Sligo GAA.